# Томсонівське розсіювання
Томсонівське розсіювання — пружнє розсіювання частинок і електромагнітних хвиль у рентгенівському діапазоні.
На відміну від релеєвського розсіювання томсонівське розсіювання не залежить від частоти.
За своєю природою томсонівське розсіювання — це випромінювання електронів, які здійснюють коливання під дією електричної складової електромагнітної хвилі (див. дипольне випромінювання).
Інтенсивність розсіяної хвилі при Томсонівському розсіюванні неполяризованого світла на електроні може бути описана формулою
{\displaystyle I_{e}=I{\frac {e^{4}}{m^{2}c^{4}R^{2}}}{\frac {1+\cos ^{2}\theta }{2}}},
де Ie — інтенсивність розсіяної хвилі, I — падаюча хвиля, віддаль до точки спостереження, θ — кут розсіювання, e — елементарний заряд, m — маса електрона, c — швидкість світла. Формула втрачає справедливість для малих кутів, для яких важливе багатократне розсіювання.
Перетин томсонівського розсіювання на електроні
{\displaystyle \sigma _{e}={\frac {8\pi }{3}}\left({\frac {e^{2}}{mc^{2}}}\right)^{2}},
на атомі
{\displaystyle \sigma _{a}=Z\sigma _{e}\,},
де Z — число електронів у атомі (зарядове число ядра атома).
Крім томсонівського розсіювання існує також непружнє комптонівське розсіювання, яке повністю подавлює томпсонівське при вищих частотах, коли енергії фотона вистачає, щоб вибити будь-який електрон із електронної оболонки атома.